# 里岡美津奈
里岡 美津奈（さとおか みつな、1965年2月12日 - ）は、日本のコンサルタント。アメリカの旅行コンサルタント会社ジャパン・クエスト・ジャーニーズ（JQJ)取締役。

## 人物
愛知県岡崎市出身。1985年名古屋聖霊短期大学を卒業。1986年全日本空輸（ANA）のキャビンアテンダントとして入社、24年間国内線・国際線に乗務し、天皇皇后、マーガレット・サッチャー英国元首相等のトップVIPを担当していた。2006年3月に乳がんが見つかり、手術をすることになった。その後1年間のリハビリ期間を経て、2007年3月にCA(キャビンアテンダント)として復帰。2009年3月現役CAで初めての実名著書『スーパーCAの仕事術』を出版。
2010年2月、ANAを退職、現在は医療機関、美容院、個人や企業に向けての人財育成のコンサルタントとして活動をしている。2013年1月、個人コンサルテーション「美津奈塾」主宰。受講生は10名。
2016年11月23日 元HONDAワークスレーサー宮城 光氏と結婚している。

## エピソード
- 趣味は水泳・ゴルフ・バイク自動二輪中型免許を持っているが、今後は限定解除にも挑戦する予定である。
- CA以外の仕事に、ANA創立50周年の記念イベントでは「Another Sky」（ANAのコーポレートソング）を演奏している葉加瀬太郎等のインタビューや国際線就航5周年ではフランク・シナトラのプレゼンターを務めたりした[5]。
- 里岡が「スーパーCA」と呼ばれるのは、15年間トップVIP（天皇皇后、首相等）を担当していたことから。ANAのCA5,000人の中でトップVIPを接遇できるのは常時5人ほどの選ばれたCAのみで、里岡はその中でも最高の経験数をつんでいた[6]。

## ＴＶ
- 2013年4月15日 『アゲるテレビ』（フジテレビ系列）のアゲメン（日替わりコメンテーター）として、テレビ初出演[7]。これ以降、不定期に同番組にアゲメンとして出演。

## ラジオ
- 2013年3月30日TOKYO FM 焼酎ダイニングYASU[8]
- 2013年4月30日TOKYO FM apollon[9]

## 著書
- 『スーパーCAの仕事術』メディアファクトリー　2009年
- 『また会いたい！」と言われる女（ひと）の気くばりのルール』 明日香出版社 2012年
- 『誰からも好かれる女（ひと）の人と運を引き寄せる習慣』明日香出版社　2013年
- 『伝説のCAが明かす 一流になれる人、なれない人の見分け方』 PHP研究所　2014年
- 『いつもうまくいく人の感情の整理術』三笠書房 2014年
- 『ビジネスで使える 超一流 おもてなしの心・技・体』朝日新聞出版　2014年
- 『ファーストクラスのすごい成功習慣』PHP研究所　2014年
- 『伝説のＣＡの心に響いた 超一流のさりげないひと言』青春出版社　2015年
- 『3%の女性しか知らない 幸せな女の働き方』大和書房　2016年
- 『いつもご機嫌な女（ひと）でいるためのちょっとしたコツ』主婦と生活社　2017年
- 『幸せをつかむ女と逃す女の習慣』明日香出版社　2018年
- 『一流になれる人の小さな習慣』PHP研究所　2020年
- 『断るほどチャンスをつかむ女のルール』秀和システム　2022年

## 講演会・セミナー
- 2013年4月7日(日)ホテル&レジデンス六本木[10]
- 2013年4月12日(金)紀伊國屋書店　新宿本店[11]
- 2013年5月8日(水) 八重洲ブックセンター　本店 [12]
- 2014年2月21日(金) 暦日会 [13]